# 从一到无穷大
《从一到无穷大：科学中的事实和臆测》（英語：One Two Three... Infinity: Facts and Speculations of Science）是美籍俄裔物理学家乔治·伽莫夫创作的科普书，介绍了20世纪以来科学中的一些重大进展，1947年出版。